# تاکاهیرو فوتاگاوا
تاکاهیرو فوتاگاوا (به انگلیسی: Takahiro Futagawa) بازیکن فوتبال اهل ژاپن و عضو تیم ملی فوتبال ژاپن است که در تاریخ ۰۴ اکتبر ۲۰۰۶ میلادی اولین بازی ملی‌اش را انجام داد. او در ۱ بازی ملی حضور داشت و آخرین بازی ملی خود را در تاریخ ۴ اکتبر ۲۰۰۶ میلادی انجام داد. تاکاهیرو فوتاگاوا در بازی‌های ملی‌اش
گلی به ثمر نرساند.